# Scambus canadensis
Scambus canadensis är en stekelart som beskrevs av Walley 1960. Scambus canadensis ingår i släktet Scambus och familjen brokparasitsteklar. Inga underarter finns listade i Catalogue of Life.